# Горлов, Артём Сергеевич
Артём Серге́евич Го́рлов (род. 23 июня 1987, Москва) — российский футбольный тренер.

## Биография
Воспитанник академии ЦСКА, но из-за травм не смог начать профессиональную карьеру. В раннем возрасте начал тренировать. Несколько лет молодой специалист работал тренером-аналитиком в штабе у Александра Григоряна в клубах ФНЛ «СКА-Энергия» и «Луч-Энергия».
В 27 лет самостоятельно возглавил новичка второго дивизиона «Домодедово». На тот момент наставник являлся самым молодым российским футбольным главным тренером. С «лётчиками» он проработал три года, пока клуб не прекратил своё существование. В сезоне 2017/18 руководил «Кубанью-2», которая неудачно выступила в первенстве, заняв последнее место в группе «Юг».
Летом 2018 года возглавил подмосковный «Долгопрудный». Однако на этой должности он продержался недолго. После неудачного старта в сезоне (в шести турах долгопрудненцы набрали только два очка), руководство команды приняло решение по обоюдному согласию расторгнуть с ним контракт.
В январе 2019 года вместе с другим российским специалистом Александром Ушахиным был назначен на должность главного тренера литовского клуба А-лиги «Паланга». Проработал до конца июля. В 2020 году возглавлял клуб латвийской Первой лиги «Локомотив» Даугавпилс, который вывел в высшую лигу по итогам первенства 2020 года. К сезону в высшей лиге команду, сменившую название на «Ноа Юрмала» и перебазировавшуюся в Юрмалу, готовил Виктор Булатов, покинувший клуб после ряда изменений в руководстве. Клуб имел проблемы с прохождением лицензирования и был допущен к чемпионату уже по ходу сезона, в июле снялся с соревнований, команду тренировал Горлов.
24 сентября 2021 года назначен главным тренером российского клуба «Знамя Труда». 20 июня 2022 года возглавил «Енисей» из первой лиги, подписав контракт на два года. В декабре 2022 года клуб и Горлов договорились о прекращении сотрудничества по обоюдному соглашению сторон.
31 декабря 2022 года стал главным тренером клуба РПЛ «Пари Нижний Новгород», однако уже в апреле 2023 года был уволен. При Горлове нижегородцы проиграли пять из шести матчей, опустившись на 13-е место чемпионата премьер-лиги.
12 июля 2023 года вошёл в тренерский штаб Жозепа Клотета в московском «Торпедо». 3 октября 2023 года после увольнения Клотета стал исполняющим обязанности главного тренера «Торпедо».
8 ноября 2023 года был утверждён в должности главного тренера.
21 июня 2024 года вошёл в тренерский штаб Магомеда Адиева в клубе «Ахмат».
23 января 2025 года возглавил «Леон Сатурн». 23 мая 2025 года покинул клуб.

### Внешность
Многие журналисты подмечали внешнее сходство Горлова с Юргеном Клоппом. Горлов заявлял, что специально не старается подражать известному немецкому наставнику:
Конечно, мне нравится его работа. Но не только его, но и многих других тренеров. Мне говорили, что я на него похож, чего же с этим сделать. Лучше я был бы на него похож в работе. Я стараюсь, передайте ему привет.

## Статистика в качестве главного тренера
| Команда                    | Начало работы    | Окончание работы | Результаты | Результаты | Результаты | Результаты | Результаты | Результаты | Результаты | Результаты |
| Команда                    | Начало работы    | Окончание работы | И          | В          | Н          | П          | ГЗ         | ГП         | РМ         | В %        |
| -------------------------- | ---------------- | ---------------- | ---------- | ---------- | ---------- | ---------- | ---------- | ---------- | ---------- | ---------- |
| «Домодедово»               | июль 2014        | июнь 2017        | 91         | 27         | 21         | 43         | 103        | 140        | −37        | 029,67     |
| «Кубань-2»                 | 8 июля 2017      | 3 июня 2018      | 32         | 7          | 4          | 21         | 25         | 69         | −44        | 021,88     |
| «Долгопрудный»             | 4 июня 2018      | 28 августа 2018  | 6          | 0          | 2          | 4          | 3          | 10         | −7         | 000,00     |
| «Паланга»                  | 18 июня 2019     | 10 июля 2020     | 19         | 5          | 1          | 13         | 23         | 45         | −22        | 026,32     |
| «Локомотив» (Даугавпилс)   | 1 июля 2020      | 12 января 2021   | 14         | 11         | 1          | 2          | 42         | 16         | +26        | 078,57     |
| «Ноа Юрмала»               | апрель 2021      | 23 июля 2021     | 13         | 1          | 0          | 12         | 8          | 51         | −43        | 007,69     |
| «Знамя Труда»              | 23 сентября 2021 | 19 июня 2022     | 18         | 8          | 2          | 8          | 30         | 25         | +5         | 044,44     |
| «Енисей»                   | 20 июня 2022     | 31 декабря 2022  | 22         | 10         | 7          | 5          | 29         | 23         | +6         | 045,45     |
| «Пари НН»                  | 1 января 2023    | 4 апреля 2023    | 6          | 1          | 0          | 5          | 3          | 13         | −10        | 016,67     |
| «Торпедо» (Москва) (и. о.) | 3 октября 2023   | 8 ноября 2023    | 5          | 1          | 2          | 2          | 4          | 6          | −2         | 020,00     |
| «Торпедо» (Москва)         | 8 ноября 2023    | 16 января 2024   | 3          | 1          | 2          | 0          | 3          | 1          | +2         | 033,33     |
| «Леон Сатурн»              | 23 января 2025   | 23 мая 2025      | 7          | 3          | 2          | 2          | 12         | 4          | +8         | 042,86     |
| Всего                      | Всего            | Всего            | 238        | 77         | 44         | 117        | 295        | 403        | −108       | 032,35     |

1. ↑  Без учёта технического поражения 18 июля[12] и аннулированного результата (2:2) в матче с «Вентспилсом»[29].
2. ↑  С учётом технического поражения (0:3) в матче (1:1) с «Торпедо»[30].

## Достижения
«Локомотив» (Даугавпилс)
- Победитель Первой лиги: 2020
- Итого : 1 трофей